# Dany Island
Dany Island ist eine Insel im Osten der Provinz Sanma im Inselstaat Vanuatu im Pazifischen Ozean.

## Geographie
Dany Island ist ein kleines Motu am Eingang der Turtle Bay im Osten von Espiritu Santo. Sie liegt gegenüber der Inseln Malao und Malvanua und zwischen der Halbinsel von Le Hénaff Point im Norden und der größeren Schwesterinsel Mavéa im Süden.

## Klima
Das Klima ist tropisch heiß, wird jedoch von ständig wehenden Winden gemäßigt.